# Streaky Bay
Streaky Bay ist eine südaustralische Küstenstadt, die im Westen der Eyre-Halbinsel an der Großen Australischen Buch am Flinders Highway liegt. Sie ist 303 Kilometer von Port Lincoln und 727 Kilometer von Adelaide entfernt und hat 1.059 Einwohner. Im Ort befindet sich die regionale Verwaltung des Streaky Bay District Councils.

## Geschichte

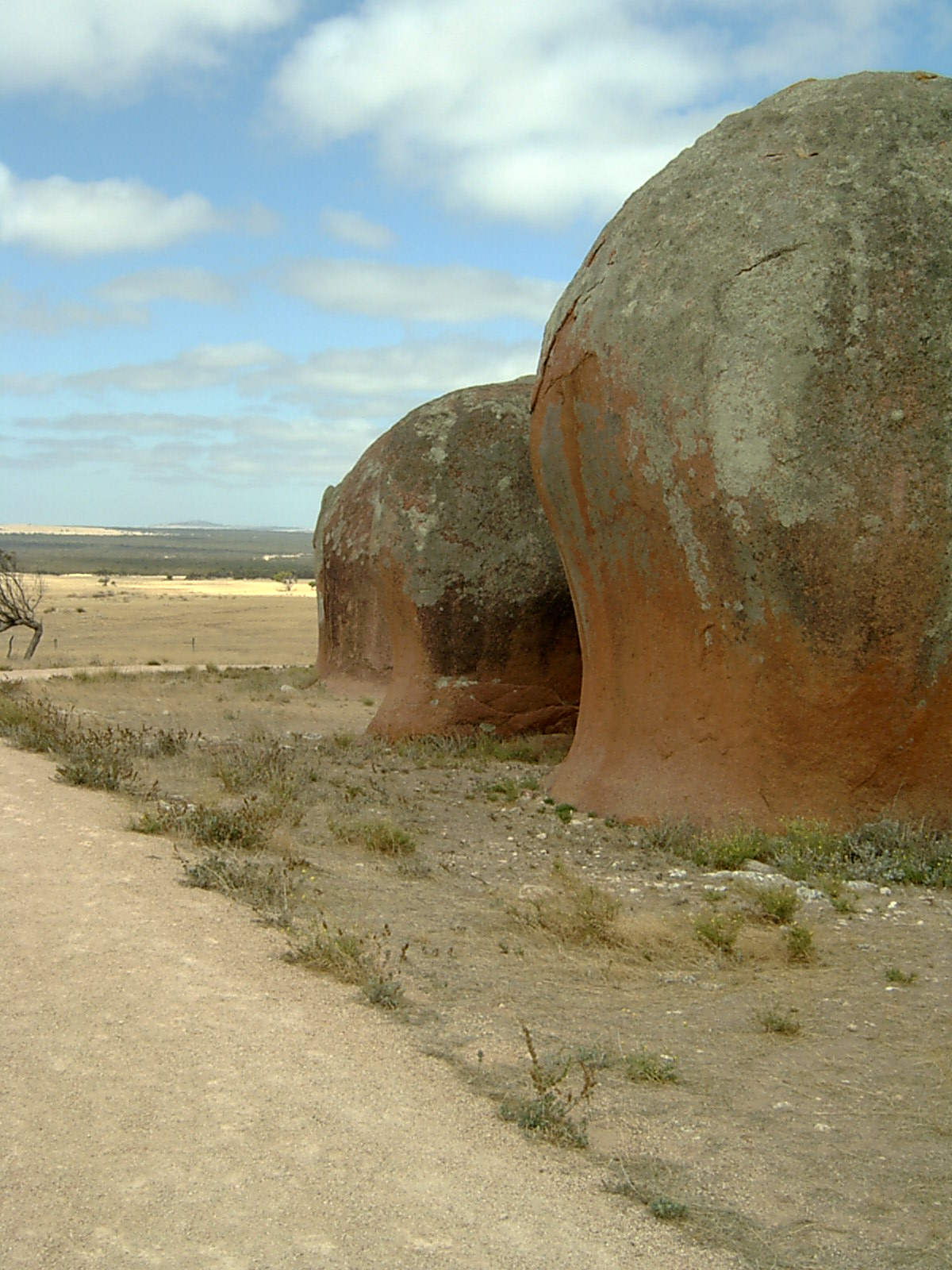
Murphys Haystacks

Der erste Europäer, der in diese Bucht kam, war der holländische Entdecker Pieter Nuyts, als er 1627 mit der ’t Gulden Zeepaerdt dort segelte. Für ihn wurde im Ort ein Denkmal an der Bay Road errichtet. Der Entdecker Matthew Flinders gab diesem Ort 1802 seinen Namen und Edward John Eyre baute drei Kilometer vom heutigen Stadtkern entfernt sein Depot anlässlich seiner Expedition nach Albany auf. Der Platz des Depots, der Eyre's Waterhole genannt wird, liegt heute an der Straße Port Kenny. Der Ort wurde 1872 Flinders genannt und erst 1940 in Streaky Bay umbenannt. Ab 1880 entwickelte sich der Schafswollhandel und die damit verbundenen Transporte auf Schiffen. Um 1906 wurde eine Telegraphenstation aufgebaut, die die Verbindung nach Port Lincoln herstellte.

## Lage und Wirtschaft
Der Ort wird von der Landwirtschaft, vom Feldfrüchteanbau und von der Schafzucht dominiert, aber auch vom Fischfang und Tourismus. Fischfang als Erwerbsquelle hat sich seit Anfang 1900 entwickelt, wobei die australischen Fische, Snapper und der King George Whiting, bevorzugt gefangen werden. Streaky Bay ist durch eine Landschaft mit Buschland, Küstenklippen und Seebuchten, aber auch durch die Landwirtschaft gekennzeichnet. Das Land wird auch von Aborigines bewohnt. 30 Kilometer vom Ort entfernt liegt der Calpatanna Waterhole Conservation Park, der von Küstenlandschaften und Salzseen geprägt ist. Bemerkenswert sind die Murphy’s Haystacks, verwitterte und vom Windschliff geprägte pinkfarbene Granitfelsen, die 1590 Millionen Jahre alt sind. Die lange Küstenlinie der Halbinsel führt zahlreiche Touristen im Sommer in die Umgebung von Streaky Bay und in den Nuyts-Archipelago-Conservation-Park (ein Archipel), die die langen und teilweise menschenleeren Strände aufsuchen, die aus Felsen und Felsenklippen am Südlichen Ozean an den Küsten und auf den Inseln bestehen. Unterkunft kann man in Hotels, Motels, Caravanparks und Campingplätze im Ort finden.
Im Ort gibt es Vereine für Fußball, Cricket, Bowling, einen Golfplatz und Swimmingpools, ein Krankenhaus, eine Grundschule und eine öffentliche Bibliothek. Erreichbar ist der Ort über den Flinders Highway mit Bussen von Adelaide und mit dem Flugzeug auf dem etwa 10 Kilometer vom Ort entfernten Streaky Bay Airport, der vom Flughafen Ceduna oder Flughafen von Port Lincoln aus erreicht werden kann.